# Raymond Roussin
Raymond Olir Roussin SM (ur. 17 czerwca 1939 w Saint-Vital, zm. 24 kwietnia 2015 w Winnipeg) – kanadyjski duchowny katolicki, arcybiskup Vancouver w latach 2004-2009.

## Życiorys
Święcenia kapłańskie przyjął 21 marca 1970 w zgromadzeniu marianistów. Był m.in. dyrektorem centrum duszpasterskiego, przełożonym kanadyjskiej prowincji zakonu, a także kapelanem Kolegium św. Pawła przy Uniwersytecie Manitoba.
10 kwietnia 1995 papież Jan Paweł II mianował go biskupem Gravelbourg. Sakry biskupiej udzielił mu 17 czerwca tegoż roku jego poprzednik, bp Noël Delaquis.
14 września 1998 został mianowany biskupem koadiutorem Victoria. 18 marca 1999 przejął rządy w diecezji.
10 stycznia 2004 ogłoszono jego nominację na arcybiskupa Vancouver (rządy objął 17 lutego 2004). Urząd ten pełnił do 2 stycznia 2009.
Zmarł w Winnipeg 24 kwietnia 2015.